# خيرمان توريس
خيرمان توريس (بالإسبانية: Germán Torres)‏ (28 مايو 1957 بسيلايا في المكسيك - ) هو ملاكم مكسيكي، صنّف ضمن فئة وزن الذبابة الخفيف ‏.

## إحصائيات
خاض خلال مسيرته 80 نزالا، فاز في 63 وتعادل في 4 وخسر في 13. فاز بالضربة القاضية في 47 نزالا.

## روابط خارجية
- خيرمان توريس على موقع بوكس ريك (الإنجليزية) (registration required)